# Pakasjärv
Pakasjärv är en sjö i Estland.   Den ligger i landskapet Harjumaa, i den centrala delen av landet, 60 km öster om huvudstaden Tallinn. Pakasjärv ligger 91 meter över havet. Arean är 0,39 kvadratkilometer. I omgivningarna runt Pakasjärv växer i huvudsak blandskog. Den sträcker sig 1,3 kilometer i nord-sydlig riktning, och 0,9 kilometer i öst-västlig riktning.